# Windows Internet Explorer 8
Windows Internet Explorer 8 è l'ottava versione del browser Internet Explorer. La prima versione beta del software è stata distribuita il 5 marzo 2008, la versione Beta 2 è stata distribuita il 28 agosto 2008. Il 30 gennaio 2009 è stata distribuita la Release Candidate 1. La versione finale è stata distribuita il 19 marzo 2009, ed è l'ultima versione di IE compatibile con Windows XP; il seguente Internet Explorer 9, infatti, funziona solo con i SO Windows successivi.

## Storia
Lo sviluppo di IE8 è iniziato intorno al marzo 2006. A febbraio 2008 Microsoft invia degli inviti privati per IE8 Beta 1 e, il 5 marzo 2008 distribuisce pubblicamente la Beta 1, con una particolare attenzione per gli sviluppatori web. Il Microsoft Developer Network (MSDN) aggiunge una nuova sezione spiegando la nuova tecnologia di IE8.
Il 27 agosto 2008, Microsoft distribuisce pubblicamente IE8 Beta 2. In questa versione due funzionalità cambiano il loro nome: la funzionalità Activities diventa Accelerators, e il Filtro Antiphishing di IE7, rinominato Safety Filter nella Beta precedente, diventa SmartScreen, accompagnati da miglioramenti tecnici.
Il 19 marzo 2009 viene distribuita la versione finale.
Il supporto per Internet Explorer 8 è terminato l'8 aprile 2014, insieme a quello per Windows XP, mentre è stato disponibile per Windows Embedded POS Ready 2009 fino al 9 aprile 2019.

## Versioni
Versione di test
| Versione                   | Versione estesa | Pubblicato il | Nuove funzionalità | Fornito con        | Supporta                                                                                  |
| -------------------------- | --------------- | ------------- | --- | ------------------ | ----------------------------------------------------------------------------------------- |
| 8.0 beta 1                 | 8.0.6001.17184  | 05/03/08      | CSS 2.1, servizi contestuali; Acceleratori; Web Slice; isolamento delle schede e protezione DEP attiva per impostazione predefinita; recupero automatico da crash; miglioramento filtro anti-phishing e malware ("SmartScreen"); utilizzo di 6 connessioni a server HTTP per una migliore reattività ai siti Web. |                    | Windows XP SP2/SP3 a 32 bit, XP SP2 a 64 bit, Server 2003 SP2, Vista, Server 2008         |
| 8.0 beta 2                 | 8.0.6001.18241  | 27/08/08      | Correzione bug CSS 2.1; navigazione "InPrivate"; barra degli indirizzi intelligente; suggerimenti per la ricerca; raggruppamento delle schede per colore; navigazione caret. | Windows 7 pre-beta | Windows XP SP2/SP3 a 32 bit, XP SP2 a 64 bit, Server 2003 SP2, Vista, Server 2008, 7 beta |
| 8.0 Pre-RC (Partner Build) | 8.0.6001.18343  | 11/12/08      | Correzione bug CSS; migliorati gli strumenti di sviluppo; modifiche alla visualizzazione compatibilità; migliorata la gestione dei preferiti e altre modifiche secondarie alla UI; modifiche alla navigazione "InPrivate" e a modalità di blocco.                                                                 | Windows 7 beta     | Windows XP SP2/SP3 a 32 bit, XP SP2 a 64 bit, Server 2003 SP2, Vista, Server 2008, 7 beta |
| 8.0 RC                     | 8.0.6001.18372  | 26/01/09      | Correzione bug CSS; modifiche secondarie alla gestione dei preferiti e alla barra di ricerca. |                    | Windows XP SP2/SP3 a 32 bit, XP SP2 a 64 bit, Server 2003 SP2, Vista, Server 2008, 7 beta |
| 8.0                        | 8.00.7000.00000 |               | |                    | Windows 7 beta                                                                            |
| 8.0                        | 8.00.7600.16385 | 19/03/09      | | Windows 7          | Windows 7, Server 2008 R2                                                                 |
| 8.0                        | 8.00.6001.18702 | 19/03/09      | Ultima versione per Windows XP e Server 2003. |                    | Windows XP, Vista, Server 2003, Server 2008                                               |

## Navigazione avanzata

### Modalità di compatibilità
Per mantenere la compatibilità con alcuni siti web, IE8 è in grado di visualizzare i suddetti siti come se in realtà si stesse usando Internet Explorer 7, si risolvono così i problemi di visualizzazione come testo disallineato, o simili. Per ovviare a questo problema di visualizzazione, Microsoft tiene in costante aggiornamento una lista di siti web con problemi di compatibilità ai quali lo stesso browser attinge in caso di problemi di visualizzazione.

### Tabbed browsing
Vengono introdotte le schede di navigazione per attinenza e le schede di navigazione "ordinarie". Quando da una scheda ne viene aperta un'altra, la nuova scheda è collocata accanto alla scheda d'origine e sono colorate, in modo che è possibile distinguere rapidamente quali schede hanno attinenza tra di loro. Se si chiude una scheda che fa parte di un gruppo, un'altra scheda dallo stesso gruppo viene visualizzata, che consente di rimanere all'interno del contesto di attività corrente anziché improvvisamente passare ad un altro sito.
Facendo clic con il pulsante destro del mouse su qualsiasi scheda, è possibile chiudere la scheda, chiudere il gruppo di schede o rimuovere la scheda da un gruppo. Dal menu stesso, è possibile aggiornare una o tutte le schede, aprire una nuova scheda, riaprire l'ultima scheda chiusa, o visualizzare un elenco di tutte le schede aperte di recente che sono state chiuse in modo da poterle riaprire.

### Barra degli indirizzi intelligente
La barra degli indirizzi permette ora di cercare nella cronologia, nei Preferiti e nei feed RSS, all'interno dell'URL, e visualizzando di conseguenza le informazioni dal titolo del sito Web. Durante la digitazione, i caratteri corrispondenti sono evidenziati in blu, in questo modo è possibile identificare il sito cercato, inoltre è possibile eliminare qualsiasi indirizzo nella casella di riepilogo a discesa facendo clic sulla X rossa. Questo risulta particolarmente utile per ottenere l'eliminazione di URL errati.

### Ricerche nella pagina
La barra degli strumenti è integrata sotto la riga della scheda, in modo da non oscurare il contenuto della pagina. Anziché attendere è possibile digitare un termine di ricerca intero e premere invio, la ricerca viene eseguita durante la digitazione nella casella di ricerca, le eventuali corrispondenze sono evidenziate in giallo nella pagina in modo da essere facili da individuare.

### Zoom
Lo zoom è stato riprogettato migliorando sensibilmente la sua efficienza garante degli ingrandimenti delle pagine web proporzionati alla normale dimensione della pagina.

## Ricerche istantanee

### Suggerimenti di ricerca
È possibile digitare un termine di ricerca e vedere in tempo reale, suggerimenti di ricerca proposti dai provider e la cronologia delle esplorazioni.

### Ricerche "visuali"
Internet Explorer 8 è affiliato con i provider di ricerca principali quali Live Search, Wikipedia, Yahoo!, Amazon ed è in grado di offrire risultati diretti e le immagini della ricerca "visuale". Ad esempio, digitando “ meteo di Seattle ” con Live Search immediatamente si visualizzerà un'anteprima del meteo corrente direttamente nel menù a cascata della casella di ricerca.

### Ulteriori miglioramenti
Poiché gli utenti utilizzano spesso la ricerca per tornare a siti che hanno già visitato, Internet Explorer 8 include un corrispondente dalla cronologia nella parte inferiore della casella di ricerca discesa. È inoltre possibile eliminare, disattivare o attivare provider di ricerca.

## Caratteristiche

### Acceleratori
Gli Acceleratori sono una forma di ricerca basata sulla selezione che permette all'utente di utilizzare un servizio online da qualsiasi pagina usando solamente il mouse. Basta selezionare il testo o altri oggetti e l'utente avrà la possibilità di usare uno degli Acceleratori utilizzabili sul determinato tipo di elemento (ad esempio selezionando il nome di una città sarà possibile visualizzarne la cartina, selezionando una parola sarà possibile tradurla all'istante). Questo, secondo Microsoft, permette di eliminare la necessità di dover fare copia-incolla tra diverse pagine. IE8 specifica una codifica basata sul XML che permette di invocare una applicazione o servizio web come Acceleratore. Come deve essere invocato il servizio e con quali tipi di selezione lavora è definito del file XML. Somiglianze sono state notate tra gli Acceleratori e le controverse Smart tags, caratteristica sperimentata in Internet Explorer 6 beta, ma ritirate dopo le critiche (anche se successivamente sono state incluse in Microsoft Office).
Questo è un esempio di come descrivere un Acceleratore di tipo mappa usando il formato OpenService:
```
<?xml version="1.0" encoding="UTF-8"?>

<openServiceDescription
 
xmlns=
"http://www.microsoft.com/schemas/openservicedescription/1.0"
>

  
<homepageUrl>
http://www.example.com
</homepageUrl>

  
<display>

    
<name>
Map
 
with
 
Example.com
</name>

    
<icon>
http://www.example.com/favicon.ico
</icon>

  
</display>

  
<activity
 
category=
"map"
>

    
<activityAction
 
context=
"selection"
>

      
<preview
 
action=
"http://www.example.com/geotager.html"
>

        
<parameter
 
name=
"b"
 
value=
"{selection}"
/>

        
<parameter
 
name=
"clean"
 
value=
"true"
/>

        
<parameter
 
name=
"w"
 
value=
"320"
/>

        
<parameter
 
name=
"h"
 
value=
"240"
/>

      
</preview>

      
<execute
 
action=
"http://www.example.com/default.html"
>

        
<parameter
 
name=
"where1"
 
value=
"{selection}"
 
type=
"text"
/>

      
</execute>

    
</activityAction>

  
</activity>

</openServiceDescription>

```

### Web Slices
La nuova tecnologia "WebSlices" permette di ricaricare solamente una porzione della pagina web visualizzata dal browser. Le parti del documento potranno essere salvate come segnalibri ed essere visualizzate senza visitare l'intera pagina web.

### Smart Screen Filter

Il filtro Smart Screen mentre avvisa l'utente che un file che sta scaricando è stato segnalato come pericoloso

Internet Explorer 8 introduce il Smart Screen Filter, uno strumento che, come nella precedente versione, controlla le pagine web visitate, bloccando quelle che contengono codice dannoso. Inoltre può stabilire se un download che l'utente si sta apprestando a fare è un download sicuro o meno, consultando un'apposita black list.

### Preferiti e gestione della cronologia
È possibile salvare Preferiti, feed RSS e sezioni WEB sulla barra dei collegamenti che viene visualizzata nella parte superiore del browser, che consente rapidamente lo spostamento su siti e contenuti di interesse personale. La barra dei collegamenti è stata aggiornata in modo che sia possibile trascinare un feed RSS semplificando quindi l'accesso ad esso. La nuova visualizzazione cronologia esplorazioni consente di ordinare la cronologia dal nome del sito, dalla frequenza di accesso ad esso, ordine cronologico delle visite, ecc.semplificando in tal modo l'organizzare e l'individuare i siti nella cronologia.

### Sessioni
Nel caso di arresto anomalo di Internet Explorer 8 è possibile caricare la sessione di navigazione in internet precedente all'arresto del browser, come succede già in molti altri browser.

### Strumenti di sviluppo
Per gli sviluppatori IE8 include tool per il debug di HTML, CSS e JavaScript direttamente dal browser.

### Prestazioni
Il modulo di gestione di script in Internet Explorer 8 è più veloce rispetto alle versioni precedenti, riducendo il tempo di caricamento per le pagine Web base, JavaScript o Asynchronous JavaScript e XML (AJAX). Ciò nonostante Internet Explorer 8 risulta ancora nettamente più lento rispetto ai suoi diretti concorrenti (Firefox, Opera, Safari e Chrome) seppur con un leggero miglioramento rispetto alla versione 7.

## Aderenza agli standard

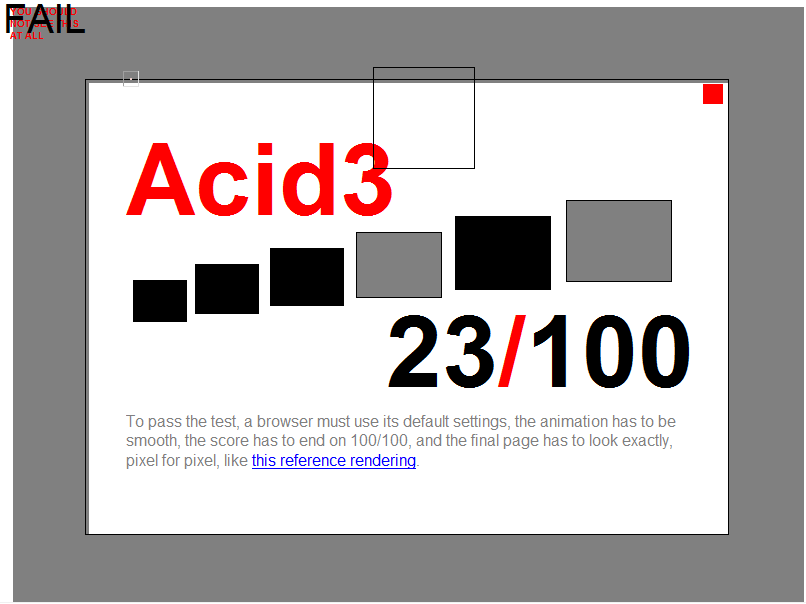
Il risultato di IE8 sul test Acid3

Internet Explorer 8 migliora la compatibilità con CSS 2.1 e DOM. Supera l'Acid 2, e sull'Acid 3 raggiunge il risultato di 20%. IE8 non include ancora alcun supporto alla tecnologia SVG, aspetto criticato da Tim Berners-Lee.

## Funzionalità rimosse
- Inline AutoComplete
- L'opzione per cancellare file e impostazioni salvati dai componenti aggiuntivi (ora viene fatto automaticamente);
- Le estensioni CSS non sono più supportate nel Internet Explorer 8 Standard Mode;
- È stato tolto il supporto all'elemento HTML proprietario <wbr>;
- Apertura delle Web folder (ora deve avvenire attraverso gli strumenti di mapping delle unità).

## Requisiti di sistema
IE8 richiede almeno:
- Processore a 233 MHz o superiore;
- Monitor Super VGA o ad alta risoluzione con 256 colori;
- Mouse o una periferica di puntamento compatibile;
- RAM: 64MB per Windows XP/Server 2003 (32 bit - 64 bit) e 256MB per Windows Vista/Server 2008 (32bit - 64 bit).